# Anosia curassavicae
Anosia curassavicae är en fjärilsart som beskrevs av Fabricius 1807. Anosia curassavicae ingår i släktet Anosia och familjen praktfjärilar. Inga underarter finns listade i Catalogue of Life.